# Skaten
Skaten is een term voor een groot scala aan sport-disciplines waarbij men zich op inlineskates voortbeweegt. Het inlineskaten is voortgekomen uit het rolschaatsen maar heeft zich sinds de jaren 80 in verschillende disciplines verder ontwikkeld. Een van de bekendste hiervan is het 'skeeleren', wat ook wel wordt gezien als een variant van het schaatsen op ijs. Ook veel andere sporten hebben een variant op skates, zoals hockey, kunstrijden en skiën.

## Geschiedenis

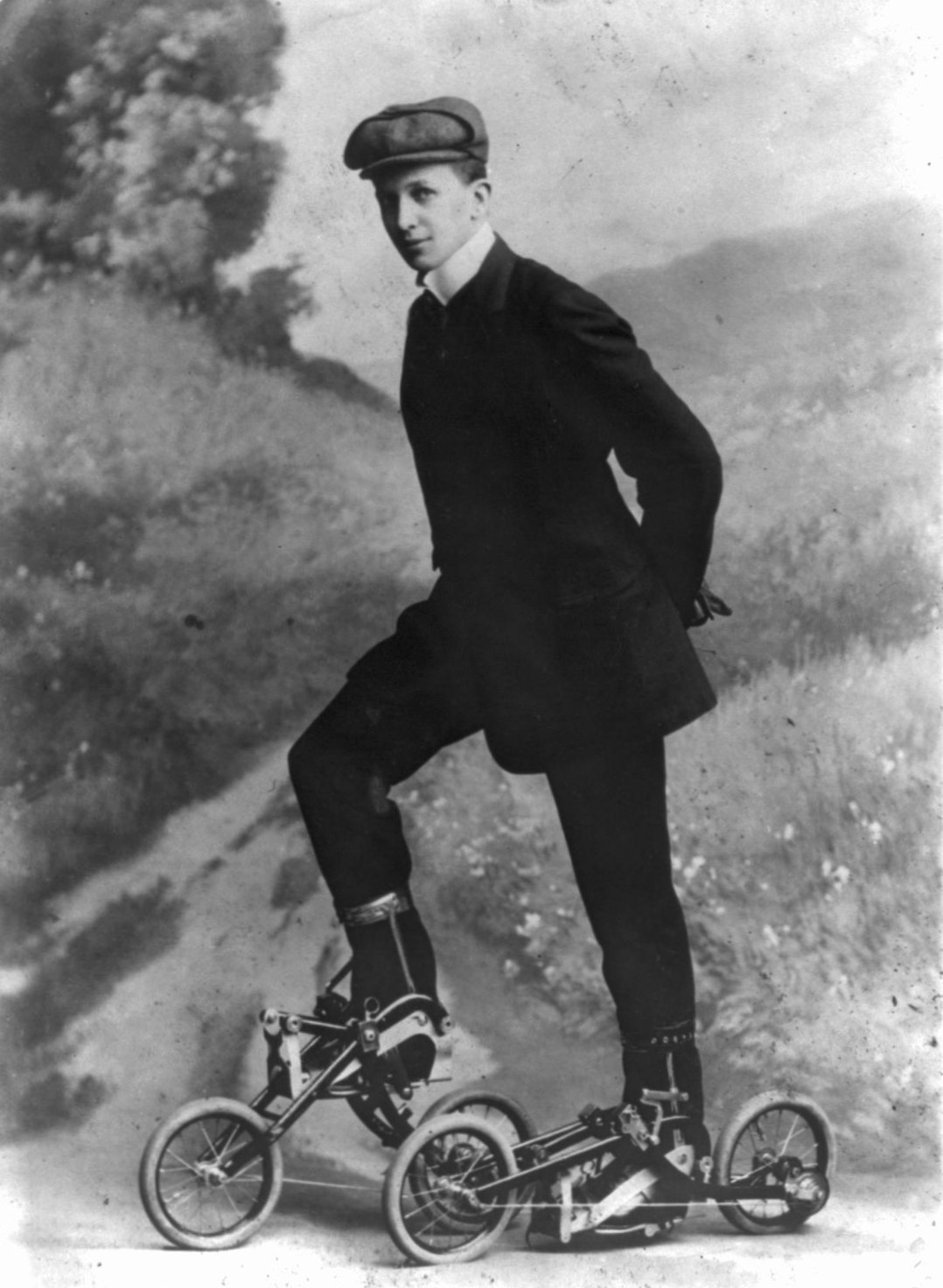
Skates anno 1910

In 1760 kwam Jean-Joseph Merlin op een feest met een eigen creatie van schoenen met ijzeren wielen. Zijn beoogde spectaculaire entree kreeg hij wel, maar de schoenen werden snel weer vergeten. Pas in 1818 werden voor het eerst inlineskates gebruikt, en wel bij een balletuitvoering in Berlijn, om de illusie te wekken dat de ballerina's over ijs gleden. Een jaar later werd het eerste patent voor een rolschaats met twee of vier wielen in lijn aangevraagd door een zekere Petibledin. Enkele jaren later, in 1824, werden inlineskates met vijf wielen gepatenteerd.
Door de jaren heen werden de inlineskates verbeterd, met als hoogtepunt de toepassing van het lager in 1884. In de jaren 60 en 70 van de 20e eeuw werden de kunststofwielen toegepast, waarmee vooral het comfort wordt verhoogd.
Pas in 1979 ontstond de huidige skate, uitgevonden door twee broers (Scott en Brennan Olson). Zij bouwden een oude rolschaats om tot een ijshockeyschaats op vier wielen, om zo in de zomer te kunnen trainen voor het ijshockey.
Op hetzelfde moment ontwikkelde de firma Zandstra haar skates met 5 wielen en bedacht daarvoor de naam "skeelers" om deze inliners te onderscheiden van "skates".
Anno 2007 worden er bijna geen vijfwielers meer gemaakt. Wedstrijdrijders bleken sneller te zijn op vier wielen, mits die wielen dan wel veel groter zijn: een diameter van 100 tot 110 mm in een lang frame. Vier grote wielen worden nu ook steeds vaker door toertocht-skaters gekozen omdat ze comfortabeler rijden: een hobbeltje, takje of steentje van enkele millimeters geeft veel weerstand op kleine wielen en veel minder op de grotere.
Ondanks dat de vijfwielers uit de mode raken, zullen de woorden "skeelers" en "skeeleren" waarschijnlijk niet in vergetelheid raken; een skate met een lang frame zal, ongeacht hoeveel wieltjes erin zitten, een skeeler worden genoemd.

## Materiaal

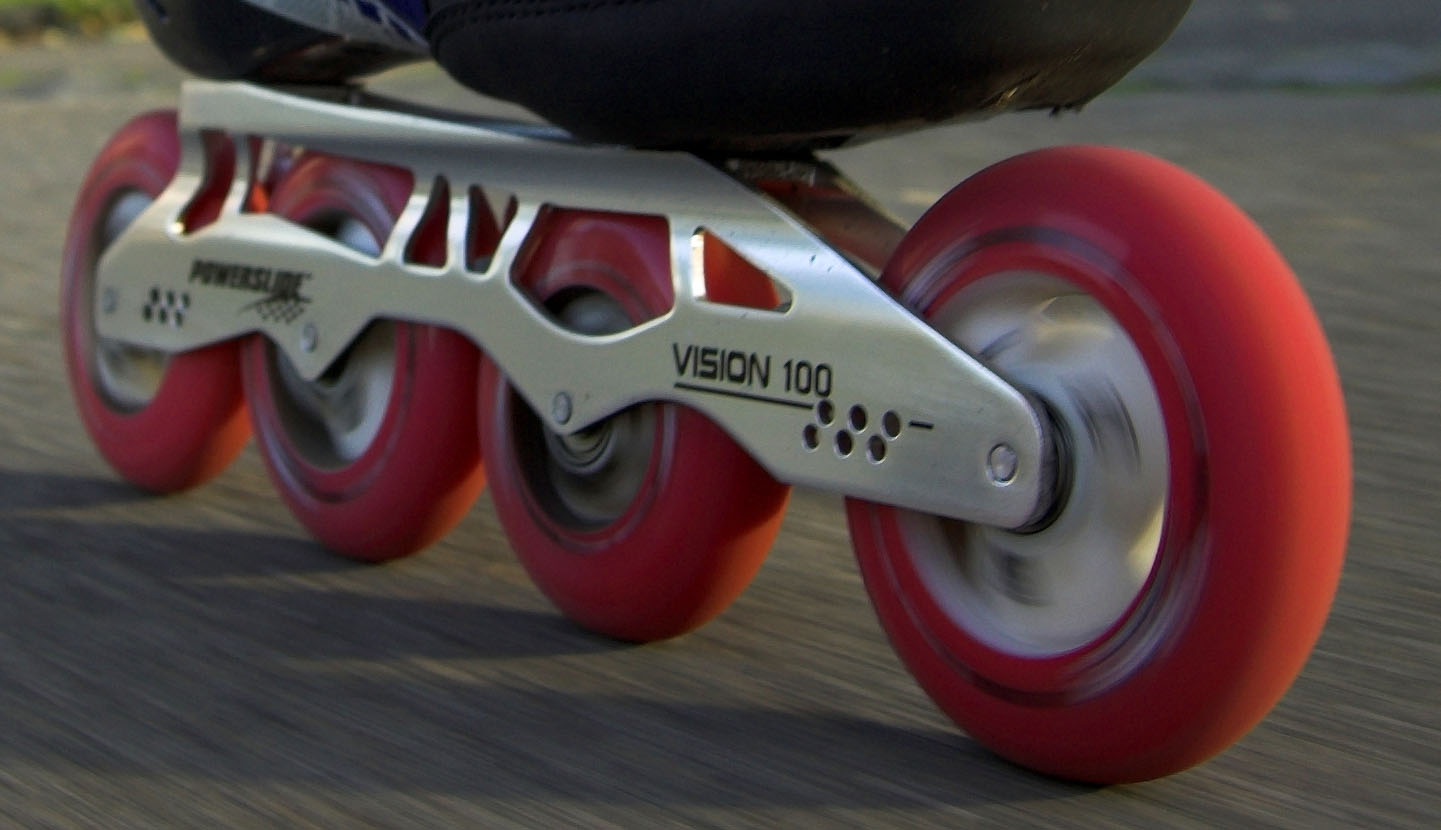
Skeelerframe

### Frames
Het frame verbindt de wielen met de schoen. Frames zijn er in verschillende lengtes. Skates hebben korte frames; het asje van de achterste wieltjes zit onder de hak van de schoen. Skeelers hebben langere frames waarbij het achterste asje een paar centimeter achter de hak zit. Tot enkele jaren terug waren die lange frames uitsluitend mogelijk met vijf wielen. Sindsdien zijn er steeds grotere wielen in omloop, zodat nu alle races worden gereden op lange frames met vier wielen of soms zelfs met drie wielen, voor voornamelijk de jeugd.
Een frame kan gemaakt zijn uit kunststof, maar de betere frames worden gefreesd uit aluminiumlegeringen of gevormd uit kunststoffen versterkt met carbonvezel. Belangrijk voor een frame zijn stijfheid, gewicht en eventueel stroomlijn. Een goedkoper frame hoeft niet per definitie slecht te zijn.

### Wielen
De moderne vierwielskeelers hebben wielen met een diameter van 90 tot 125 mm. De oude vijfwielers toonden diameters van 76 tot 84 mm en de driewielskeelers een diameter van 90 tot 150 mm.
Kwaliteitswielen zijn vervaardigd van speciaal polyurethaan en onderverdeeld in verschillende hardheden. De hardheid wordt uitgedrukt met de letter 'A'. Op een schaal van 0 tot 100A begint de hardheid ongeveer bij 74A tot circa 90A, waarbij een hoger getal een harder wiel aanduidt. Hierbij moet worden opgemerkt dat een zachter wiel meer grip en comfort geeft, maar meer weerstand heeft en dus minder hard gaat en vooral sneller slijt. Vooral bij nat wegdek heeft een hard wiel minder grip. Door nieuwe technieken zijn er wielen verkrijgbaar die het comfort leveren van een zacht wiel en de snelheid van een hard wiel. Dit ontstaat door toepassing van een zachte kern met een harde buitenkant. Andere wielen bereiken een aanzienlijke gewichtsbesparing doordat de kern hol is. Daarnaast zijn er nog variaties in diktes en wielcurves. Vlakke wielen worden vooral gebruikt tijdens het stunten en ronde tot scherpe curven voor speed skating (snelheid).

### Lagers
Een belangrijk onderdeel van de skeeler is de lagering. Meestal worden lagers aangeduid met een Amerikaanse ABEC-normering 1, 3, 5, 7 of 9; deze geven de productietolerantie van het lager aan. Een hoger getal duidt op een lager dat aan hogere normen voldoet, maar deze normen zijn voor industriële toepassingen bedoeld en niet voor skeelers. Van de precisie is, door de puntbelasting die een ruw wegdek veroorzaakt, na korte tijd niets meer over. Dit getal zegt dus weinig over de bruikbaarheid van het lager voor skeelergebruik, maar het wel is denkbaar dat een hooggenormeerd lager ook op andere kwaliteitsaspecten hoog scoort.

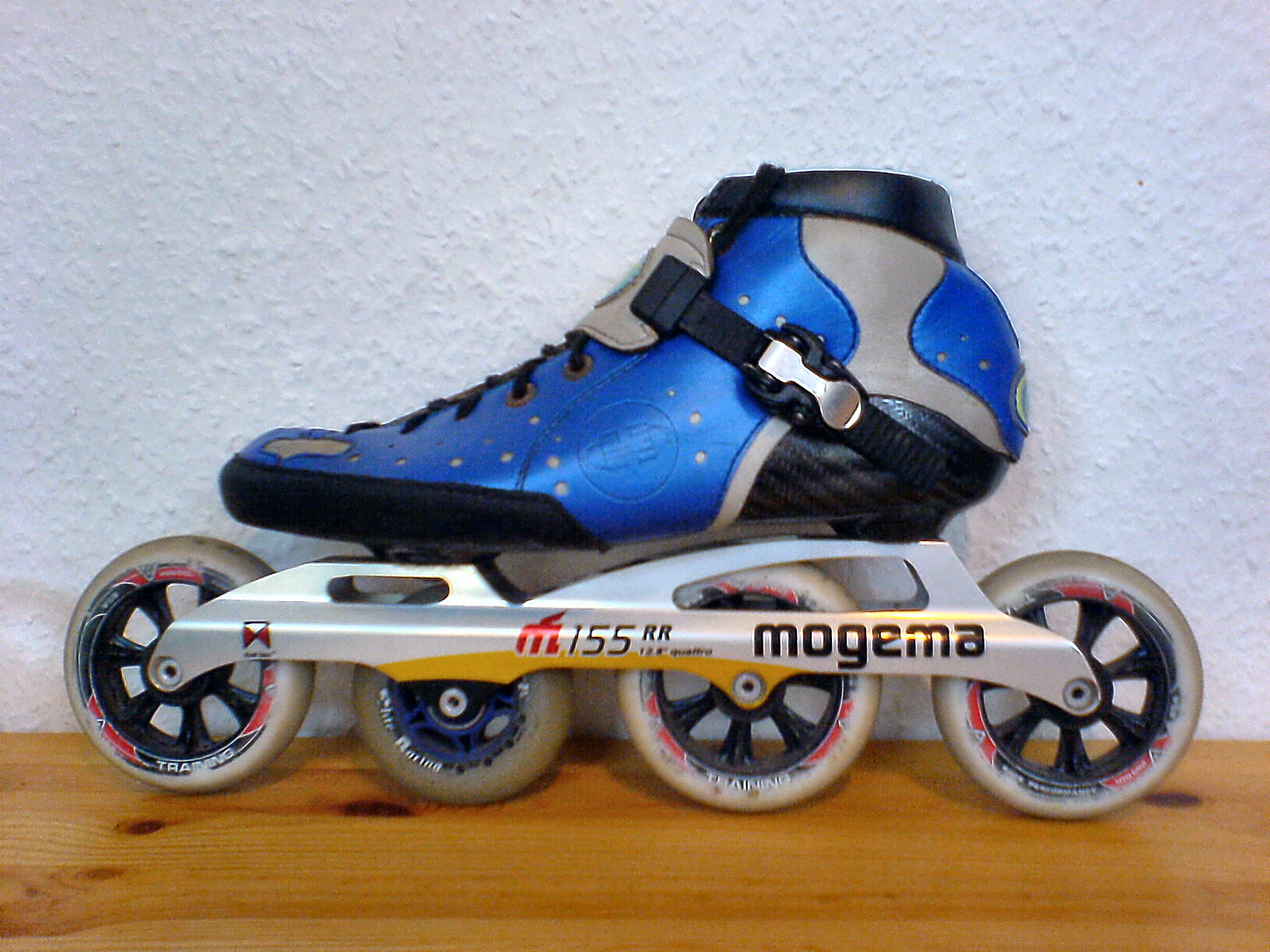
Een skeeler

Een andere norm is de MC-norm die van 1 tot 5 loopt en de speling in het lager aangeeft. Te krap of te ruim is niet goed; MC3 is voor skeelers geschikt, speedskaters gebruiken soms MC5-lagers die wat meer speling hebben en hogere zijdelingse belasting aankunnen. Bij bovenstaande overwegingen moet echter in het achterhoofd worden gehouden dat een goed onderhouden lager van een redelijke kwaliteit al snel beter is dan een slecht onderhouden toplager.
Goed afgedichte (gesealde) lagers zijn beter bestand tegen vocht en vuil en vragen minder onderhoud. Toch is het belangrijk om ook deze lagers van onderhoud te voorzien. Gaat men skeeleren of heeft men dit gedaan in natte omstandigheden dan is het belangrijk om bij terugkomst de wielen en lagers volledig uit elkaar te halen, schoon te maken en te laten drogen. Hierna kunnen de lagers weer worden voorzien van een paar druppels lagerolie, ook wel raceolie genoemd, om ze weer soepel te laten draaien.
Tegenwoordig zien we een opkomende trend van keramische lagerkogels. Deze blijken minder aan slijtage onderhevig en zijn minder gevoelig voor vocht (regen) dan de normale kogeltjes van gehard staal.

### Schoen
De skeelerschoen is net als de schaatsschoen geëvolueerd. Ook in de skeelerwereld wordt meer gebruikgemaakt van materialen als kunststoffen en composieten (o.a. carbon). Belangrijk voor een schoen is dat deze goed aansluit op de voet, mede daarom zijn de meeste schoenen met een warmtebehandeling te vervormen voor een betere pasvorm. De originele skeelerschoen bestaat uit een lage (vaak leren of carbon) schoen op een zogenaamde kuip (vaak van carbon), maar tegenwoordig wint ook de softboot terrein. Het voordeel van deze laatste is het comfort, het nadeel is een mindere stijfheid van de schoen zelf. Bekende merken schoenen zijn Bont, Powerslide, Rollerblade, K2, Fila, SEBA, Dims, Luigino en in Nederland Zandstra, Raps, Maple, Viking, EVO, CADOMOTUS.

## Disciplines in skatesport

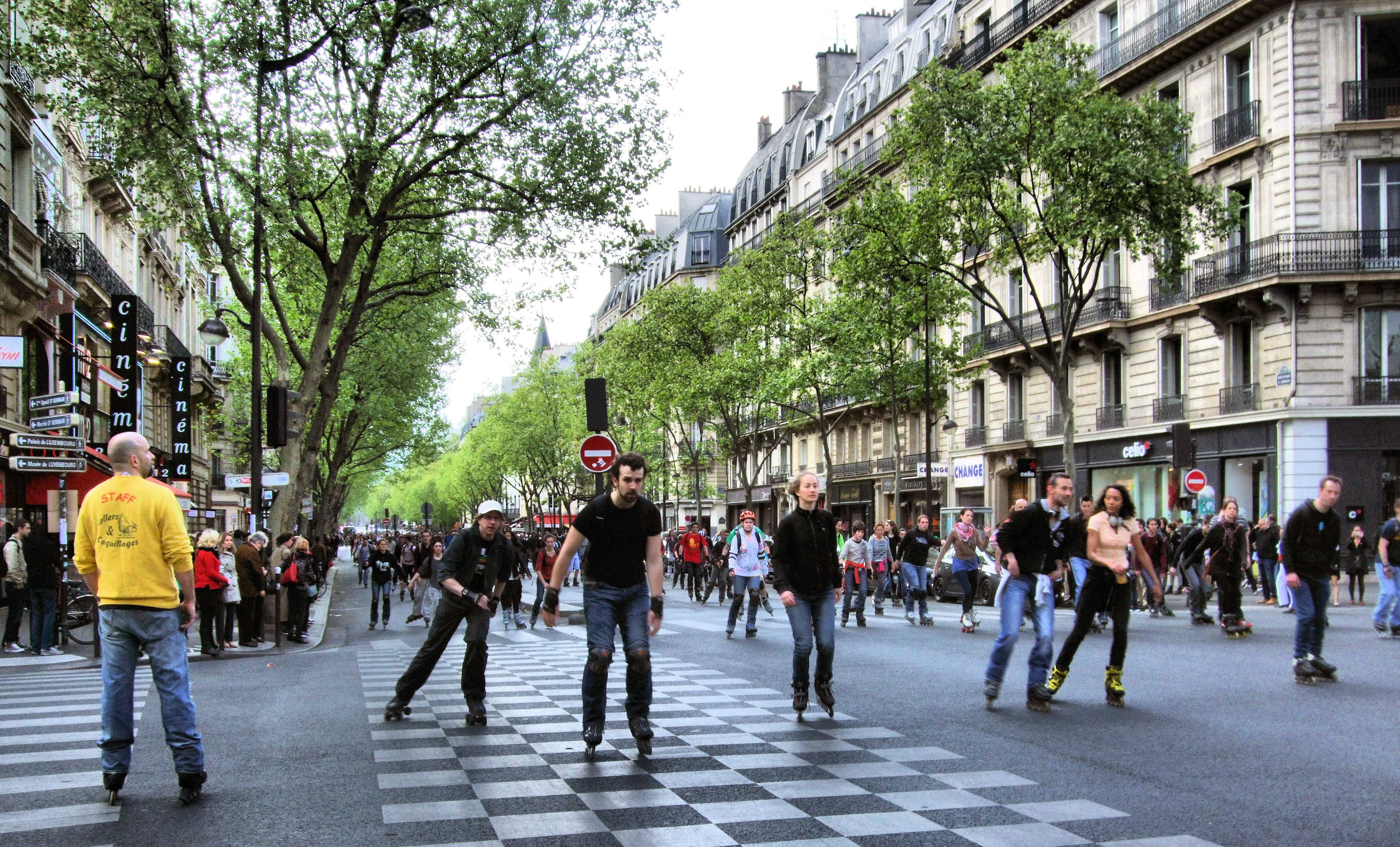
Een skate parade in Parijs.

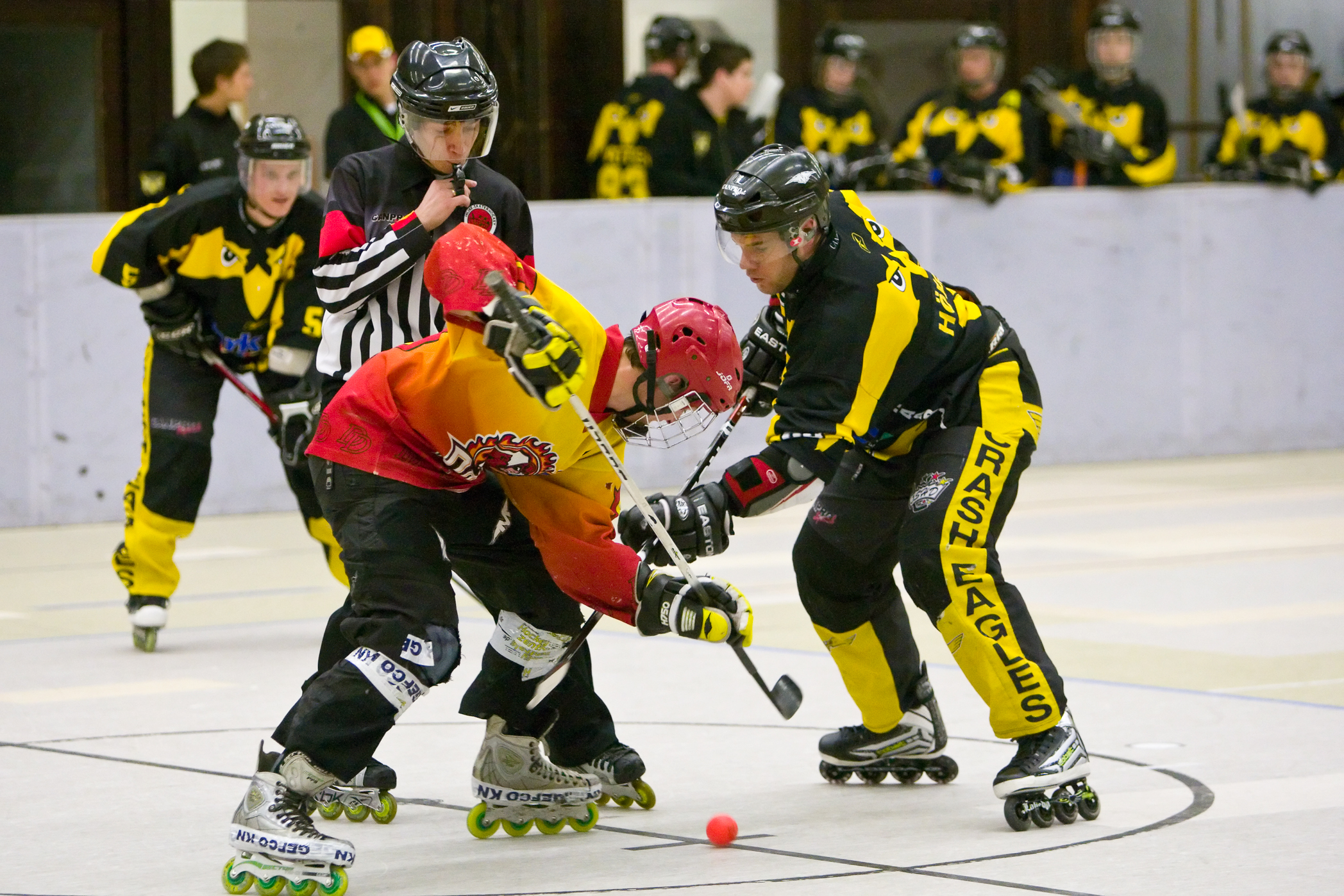
Skaters klaar voor de aftrap van een Roller hockey wedstrijd.

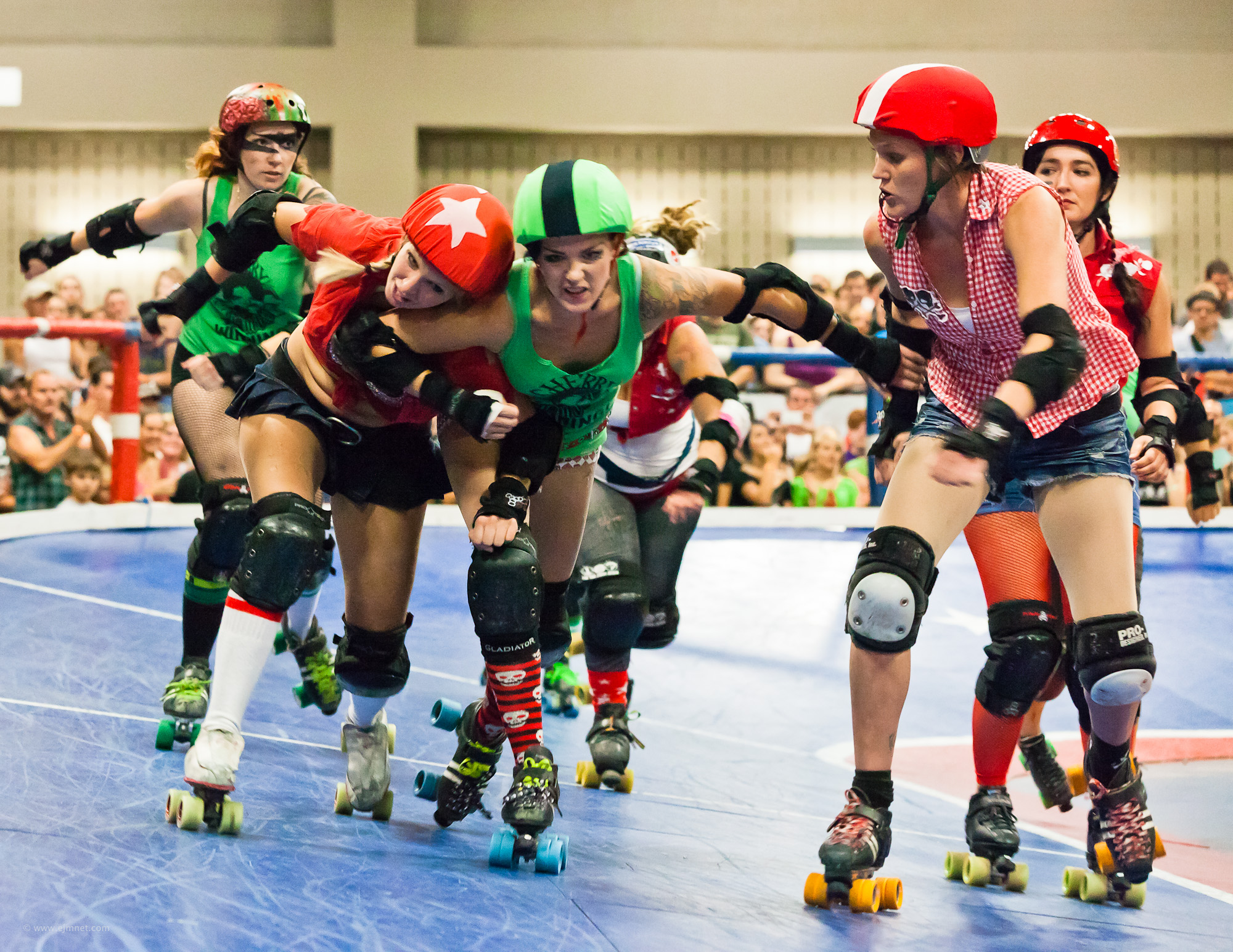
Rollerderby is de enige contactsport op quad skates / rolschaatsen.

'Free skaten'De meest populaire vorm van skaten is eigenlijk geen discipline, maar een vorm van vermaak of transport zonder competitief element. Dit recreatief skaten kan zowel een individuele als sociale bezigheid zijn. In steden over de hele wereld worden 'friday night skates' georganiseerd, zoals bijvoorbeeld de 'Utrecht Skate Parade' - de grootste skate parade van Benelux. 'Free skates' en 'fitness skates' zijn ontworpen met een hoge schoen en dikke 'liner', om meer ondersteuning en comfort te geven. Ze zijn daardoor zeer geschikt voor beginners, maar ook voor gevorderden die recreatief langere afstanden in een stedelijke of suburbane omgeving willen skaten. De wieldiameter loopt uiteen van zo'n 76 tot 150 mm, waarbij grotere wielen voor meer snelheid zorgen, maar kleinere wielen voor meer stabiliteit.
SkeelerenInline speed skaten of skeeleren gaat om het hardrijden op de skeeler. Deze sport wordt beoefend op zowel een skeelerbaan als op straat. Er zijn verschillende afstanden waarop wedstrijden worden gehouden. Omdat het discipline veel overeenkomsten heeft met het schaatsen op ijs zijn hierin ook professionele schaatsers actief. Veel schaatsverenigingen hebben ook een skeelerafdeling, en in Nederland valt het discipline onder de schaatsbond KNSB. Net als schaatsers gebruiken skeeleraars meestal geen sokken of liners in de schoen, om de krachtoverdracht zo groot direct mogelijk te houden. Om blaren te voorkomen worden bij langere afstanden vaak wel 'enkel booties' gedragen. De gebruikte skeelers zijn stijf en laag, met lange frames voor wielen tussen 100 en 150 mm.

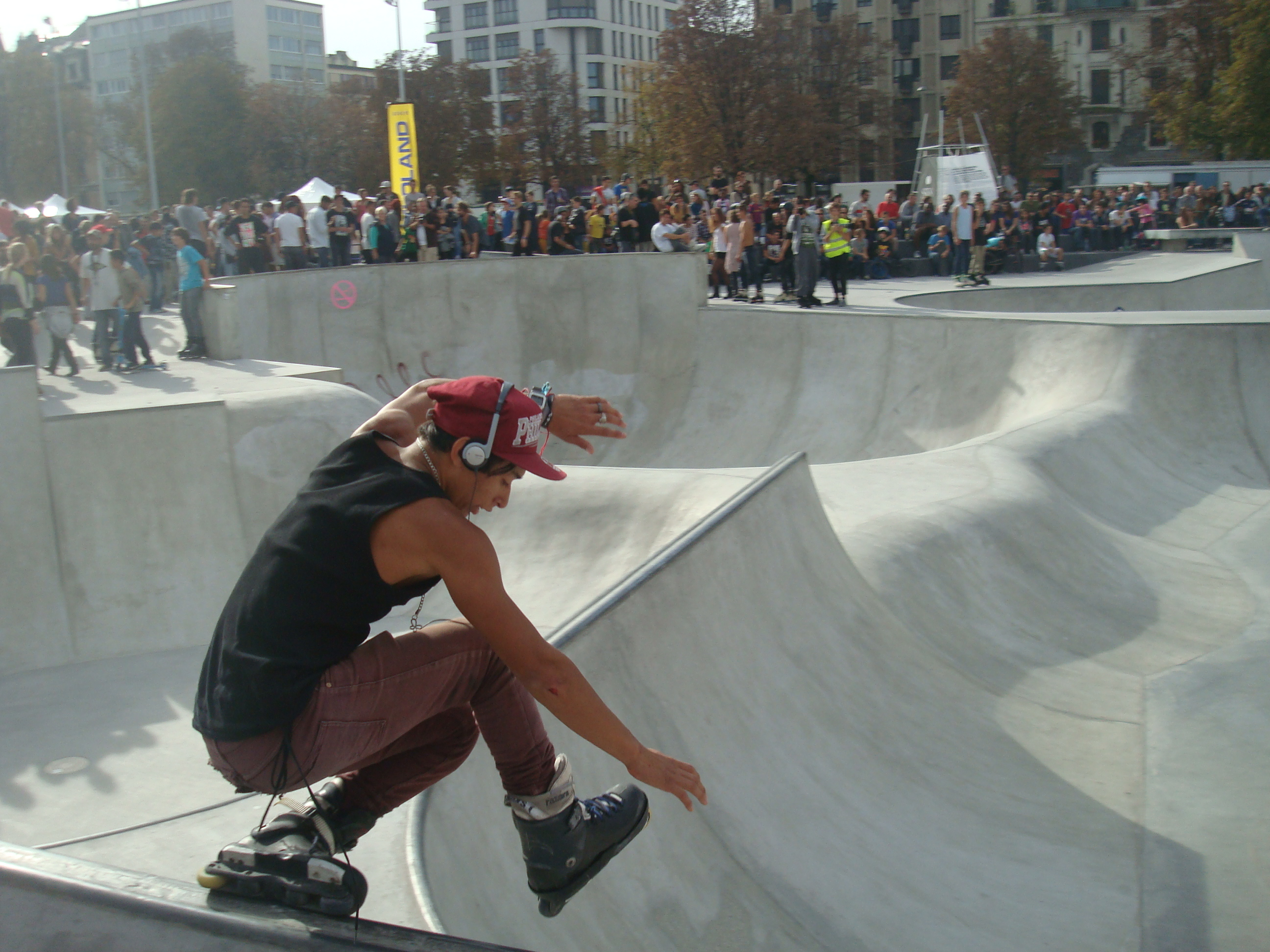
Een skater zet een 'grind' op de coping tijdens de opening van een skatepark in Genève.

Aggressive skatingAgressive skating of blading kent twee disciplines: vert en street. Bij vert skate men op een grote halfpipe waarbij de opstaande randen verticaal omhoog gaan, vandaar de naam. Professionele agressive skaters zijn meestal gespecialiseerd in een van beide disciplines. Bij het streetskaten gebruikt men de omgeving, zoals trappen, railings en banken, om trucs op te doen; 'grinds', 'airs' en 'slides'. Daarnaast wordt street ook beoefend in skateparken. Aggressive- of 'stuntskates' hebben een stijve hoge schoen die is ontworpen om het grinden te vergemakkelijken. Ook het frame maakt grinden mogelijk, door de middelste twee wielen uit elkaar te plaatsen en een 'H-block' toe te voegen. De wieldiameter ligt tussen 45 en 68 mm. Er bestaan ook aggressive-rolschaatsen, die met name worden gebruikt om te 'bowl-skaten'.
Freestyle skatingOnder freestyle skating vallen onder andere freestyle-slalom, speed-slalom en jump. Freestyle skates hebben een hoge stijve maar comfortabele schoen, die zeer strak wordt gedragen om ondersteuning te geven tijdens het slalommen en het maken van pirouettes. Om wendbaarheid te maximaliseren is de wielbasis van het frame (de afstand tussen de assen van het voorste en achterste wiel) zo kort als mogelijk. De wieldiameter binnen dit discipline is meestal 80 mm.
KunstrijdenKunstrijden is een discipline dat zowel op inlineskates als op rolschaatsen wordt gedaan. Kunstrijden op inline skates is vergelijkbaar met freestyle-skaten. Kunstrijden op rolschaatsen werd in de jaren 70 populair in de Verenigde Staten in 'roller disco's'. 'Skate Jams', een vorm van rollerdisco waarbij de nadruk ligt op gemeenschapszin en dans, zijn een belangrijk element in de Afro-Amerikaanse cultuur en worden gehouden in een 'roller rink'.

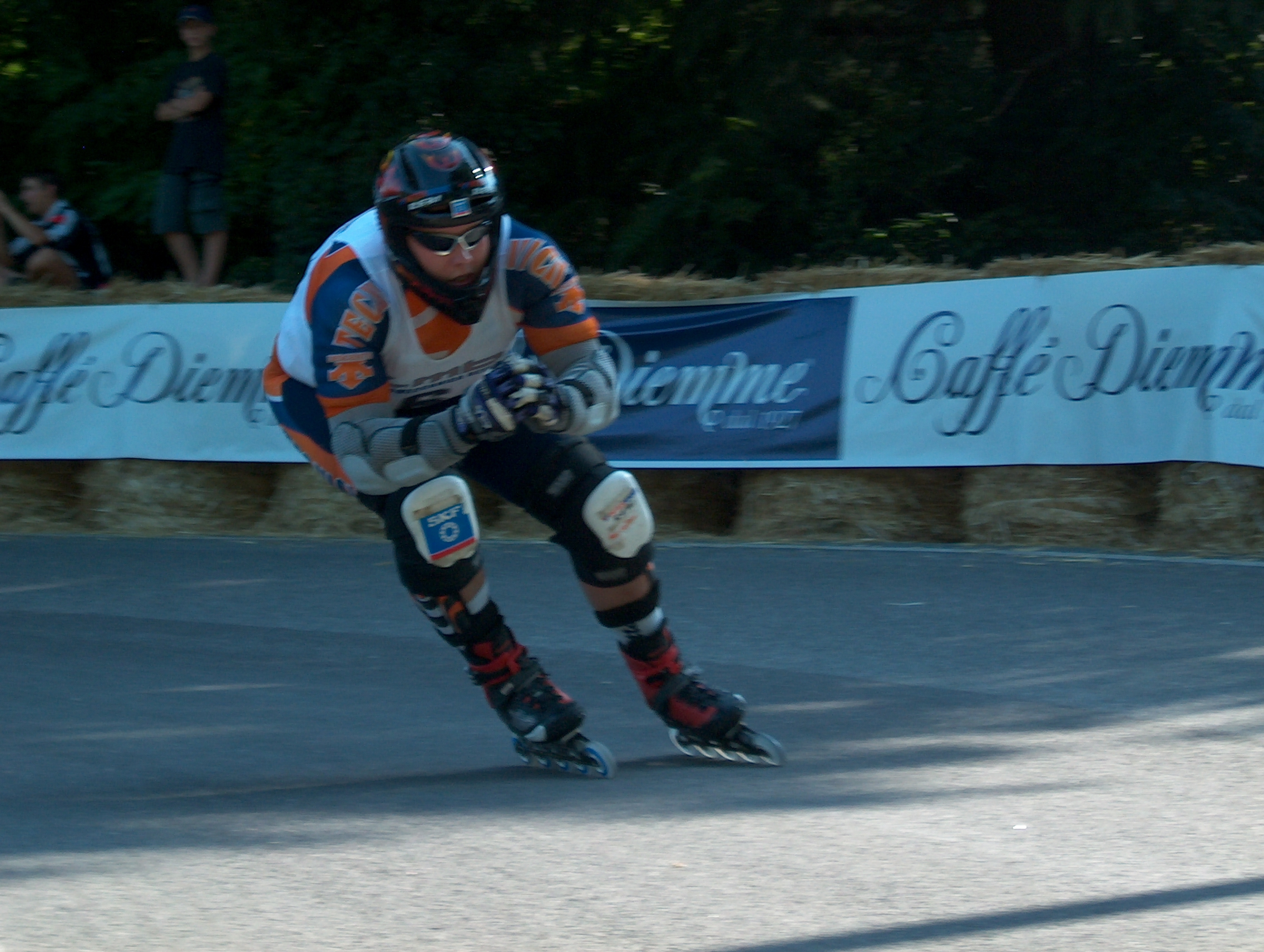
Een downhill speedskater in een bocht.

DownhillspeedskatingBij downhillspeedskating worden afdalingen over asfalt gedaan. In dit discipline kunnen snelheden tot wel 130 km/u worden gehaald. Geavanceerde remtechniek en beschermende kleding is hierbij vereist. 'Downhillen' gebeurt op skates met een hoge schoen en een lang frame met vijf wielen van 70 tot 80 mm.
Off-roadskatenOff-roadskaten is het skaten op een niet-geplaveide ondergrond. Dit kan op zowel grasland als op de neerwaartse delen van een mountainbike parcours. Off-roadskates hebben een hoge stijve schoen met een dikke, comfortabele 'lining' en een frame voor drie grote wielen. Voor deze discipline bestaan speciale luchtwielen van 125 tot 150 mm.
Fitness-skatenFitness-skaten wordt toegepast met het oog op conditieverbetering. Fitness-skates hebben meestal een hoge 'softboot', wat wil zeggen dat de schoen en de liner integraal zijn ontworpen, om de skate meer flexibiliteit te geven. De gebruikelijke wieldiameter ligt tussen de 84 en 125 mm.
RolhockeyRolhockey of Roller hockey wordt gespeeld op rolschaatsen met veldhockeysticks en een bal.
Inlinehockey en streethockeyInlinehockey wordt gespeeld op inlineskates met ijshockeysticks en een puck. Bij streethockey gebruikt men een balletje. De sporten zijn erg vergelijkbaar met ijshockey. Inlinehockey wordt competitief binnen beoefend, Streethockey vaak buiten. Recreatief worden de sporten meestal buiten gespeeld. In de VS en Canada is het een populaire bezigheid voor jongeren op straat. Hockeyskates hebben een stijve schoen met een dikke voering en een harde neus. In tegenstelling tot alle andere soorten skates worden hockeyskates meestal enkel met veters aangespannen. De voorste wielen zijn vaak kleiner dan de achterste wielen, waardoor men voorovergebogen staat en sneller vaart kan maken. Net als bij freeskates is de wielbasis zo kort mogelijk, om wendbaarheid te maximaliseren. De gebruikelijke wieldiameter is 76 tot 80 mm voor vier wielen, en 100 mm voor skates met drie wielen.
InlinebasketbalInlinebasketbal is basketbal op skates.
RollersoccerRollersoccer is voetbal op inlineskates.
Rollerderby"Rollerderby" is een indoor puntenkoers op rolschaatsen voor vrouwen (en tegenwoordig ook mannen). Het is een 'full contactsport' dat in teams wordt beoefend op een roller-rink.
RolskiënRolskiën en Nordic skaten zijn vormen van Langlaufen en Nordic walking op skates. Deze disciplines wordt meestal beoefend op 'rolski's' of 'nordic skates', maar soms ook op off-road skates met een grote wieldiameter.

## Remtechnieken
Er zijn diverse remtechnieken. Enkele belangrijke:
- Blokrem: ook wel hielstop. Hoewel juist recreatieve instap-skates worden voorzien van een remblok vergt deze remtechniek enige vaardigheid om veilig te hanteren. Door het been naar voren te steken en het lichaamsgewicht op het remblok te plaatsen kan effectief geremd worden. De methode kan gevaarlijk zijn, omdat de benodigde houding de skater uit balans kan brengen. Ook maakt het blokje de skate langer, waardoor de kans op struikelen toeneemt bij het overstappen in de bocht. Om deze redenen wordt de blokrem meestal direct na aanschaf verwijderd.
- Sleepstop: de skate waarmee men remt sleept in een hoek van 90° achter het standbeen. Hierdoor slijten de wieltjes net zoals een remblok, maar zonder de skater uit balans te brengen. Om te voorkomen dat de wieltjes enkel aan één kant slijten kan de skater afwisselend met beide voeten te remmen.
- Valse-startstop: de rembeweging die schaatsers maken na een valse start, waarbij de schaatsen om en om naar binnen worden geplaatst. Deze techniek is enkel effectief toe te passen bij lagere snelheden.
- Power-slide: vanuit een sleepstop een 90° draai maken, waarbij het slepend been naar voren wordt gebracht. Dit is een relatief simpele, maar effectieve remtechniek.
- Hockey-stop: met beide skates tegelijk een 90° draai maken en deze positie vast houden tot men stil staat. Dit is de meest effectieve, maar ook de meest zware en technische stoptechniek.
- T-stop: achteruit skatend steekt men één been schuin in de skate richting. Hierbij moet de hoek van de remmende skate met de ondergrond zo klein mogelijk worden gemaakt.
- Duw-stop: het tegenovergestelde van de sleepstop. In plaats van een van de skates schuin achter zich te plaatsen zet men een skate schuin voor zich, met een zo klein mogelijke hoek tot de ondergrond. Door (een deel van) het gewicht op deze skate te plaatsen kan men remmen, zelfs met de andere skate in de lucht. Het is een sierlijke manier van remmen die veel oefening en balans vraagt. Deze remtechniek is daardoor niet toe te passen in noodsituaties.
- Draaistop: draaien tot stilstand. Deze manier is niet aan te raden bij hoge snelheid, omdat de draaicirkel ofwel te groot wordt, of de skater uit balans raakt.
- Bermstop: van de weg af de berm inrijden. Deze 'remtechniek' is enkel te prefereren boven een botsing met een andere weggebruiker.
- Paalstop: Dit is een manier van remmen of tot stilstand komen, waarbij men zich voorzichtig tegen een grote paal of ander groot object laat rijden; bijvoorbeeld tegen een lantaarnpaal of een muur. Hierbij dient men zich eerst wat uit te laten rijden, om zo snelheid te verminderen om vervolgens met uitgestrekte armen zichzelf op te vangen tegen het hiervoor genoemde object.

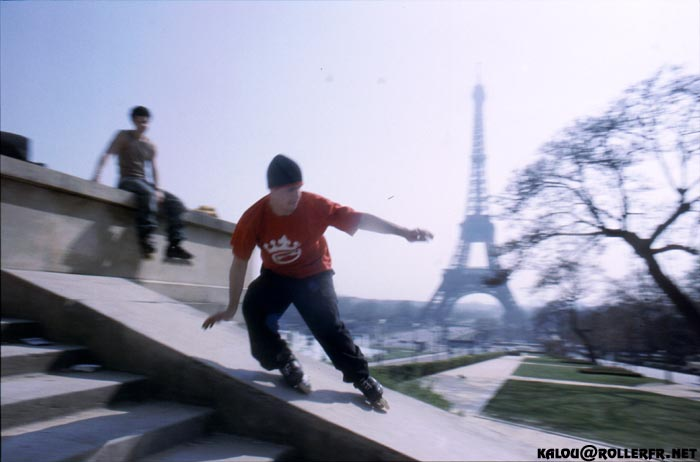
Aggressive streetskaten

## Verkeersregels
In Nederland mag een skater op de openbare weg gebruikmaken van het fietspad en bij afwezigheid daarvan van de rijbaan, maar een skater is geen bestuurder en houdt voor de wet (en daarmee de voorrangsregels) dus de status van voetganger (per 1 april 2008).
In België valt de skater sinds 15 maart 2007 onder de wetgeving rond de 'voortbewegingstoestellen'. In deze categorie worden ook Segway, step, skateboard, rolstoel en andere geregeld. Een 'voortbewegingstoestel' kent dezelfde regels als een fietser wanneer het zich sneller dan stapvoets voortbeweegt. Wanneer het zich stapvoets beweegt, wordt het beschouwd als een voetganger.

## Verschil tussen skaten en skeeleren
Er zijn varianten met vier wielen en vijf wielen, waarbij momenteel de vier wielen met een maximale toegestane diameter van 110 mm, het meest gebruikt worden. Over het algemeen is de maximale diameter van vijf wielen ca. 90 mm. Een en ander heeft ook nog eens te maken met de steekmaat van de skate en schoen. Ook bestaan er varianten met 3×110 mm en 1×100 mm (op de tweede plaats). De laatste jaren zijn skeelers met drie wielen van 110 mm en zelfs 3×125 mm sterk in opkomst. Een skeelerschoen is veel lager dan een skateschoen. Hierdoor is hij veel handiger om te gebruiken als hulpmiddel bij het schaatsen, omdat de enkels nog goed te bewegen zijn.
Daarnaast zijn er bijzondere typen. Een voorbeeld hiervan zijn de zogenaamde twinliners, skeelers op twee wielen, die zeer ver uit elkaar liggen. Enkele vierwiel- of zelfs driewielskates hebben een verlengd frame. Daardoor rijden ze meer zoals vijfwielers maar zijn iets lichter. Sommige skeelers hebben een klapmechanisme zoals klapschaatsen. Of bieden vering per wiel aan. Ten slotte is er de off the road-skate, met drie grote luchtbanden. En de skike, met twee luchtbanden.
Amerikanen gebruiken het woord "skaten" ook voor schaatsen op ijs. Skaten lijkt veel op schaatsen; in beide gevallen verkrijgt men snelheid door de voeten zijwaarts af te zetten.